# Połowa
Połowa (dodatkowa nazwa w j. niem. Puhlau) – wieś w Polsce położona w województwie opolskim, w powiecie kędzierzyńsko-kozielskim, w gminie Polska Cerekiew.
W latach 1975–1998 miejscowość administracyjnie należała do ówczesnego województwa opolskiego.

## Historia
Wioska powstała w latach 1738–1845, jako kolonia robotniczo-chłopska.